# The Dark Tower (C.S. Lewis)
The Dark Tower is een roman uitgegeven door Walter Hooper, die aangaf dat het een voltooiing was van een onafgemaakt boek van C.S. Lewis. Het boek verscheen in 1977. Het is in dezelfde trant geschreven als de Ruimte-trilogie van Lewis. Al sinds de uitgave van het boek wordt, in het bijzonder door Kathryn Lindskoog, beweerd dat het verhaal niet van Lewis afkomstig is.

## Betwiste authenticiteit
In 1977 bracht Walter Hooper, redacteur en biograaf van Lewis, The Dark Tower and Other Stories uit, waarin The Dark Tower en The Man Born Blind waren opgenomen. The Dark Tower lijkt als vervolg op Malacandra te zijn geschreven en gedeeltelijk beïnvloed door H.G. Wells' De Tijdmachine uit 1895. Verschillende academici, waaronder Kathryn Lindskoog (1934-2003), bestempelden het boek als een volledige vervalsing, maar Hooper weerlegde deze beschuldigingen.
Lindskoog bracht verschillende boeken uit met argumenten om mensen te overtuigen van haar gelijk. Zo heeft het boek overeenkomsten met verschillende boeken en films die pas ver ná publicatie van de Ruimte-trilogie verschenen. Zo kent het boek veel overeenkomsten met A Wrinkle in Time van Madeleine L'Engle, dat pas in 1962 werd gepubliceerd. Ook L'Engle zelf was verrast door de overeenkomsten. Daarnaast geeft Lindskoog drie sciencefictionfilms die opmerkelijke gelijkenissen met The Dark Tower hebben: Invaders from Mars (1953), de Franse film La Jetée (1963) en The Time Travelers (1964).
Malacandra, Perelandra, Thulcandra en The Dark Tower werden op verschillende manieren met elkaar vergeleken. In 1986 onderzocht Carla Faust Jones, destijds studente aan de Universiteit van Florida, de drie boeken met een computerprogramma dat overeenkomsten en verschillen zoekt in teksten. Hieruit bleek dat The Dark Tower afwijkt van de drie andere boeken. Een van de belangrijkere argumenten van Lindskoog was het feit dat niemand ooit iets had gehoord of gezien van The Dark Tower. In het boek The Dark Tower and Other Stories gaf Hooper aan dat Gervase Mathew (1905-1976) tijdens een bijeenkomst van de Inklings Lewis had horen voorlezen uit het manuscript. Lindskoog vond dat echter geen geldig argument meer, aangezien het, in verband met Mathews dood, niet meer was na te trekken.
In 2003 schreef Alastair Fowler, professor aan de Universiteit van Edinburgh, dat Lewis hem concepten van After Ten Years, The Dark Tower en Till We Have Faces (Het ware gelaat) had laten zien tijdens een gesprek waarin Lewis aangaf soms een idee weg te leggen.